# Fundación (Magdalena)
Fundación es un municipio de Colombia perteneciente al departamento del Magdalena, está localizado cerca de la Sierra Nevada de Santa Marta.
Es el tercer municipio más poblado del departamento del Magdalena después de Ciénaga y Zona Bananera, y el cuarto si se incluye el distrito especial de Santa Marta.

## División Político-Administrativa
Además de su Cabecera municipal. Fundación tiene bajo su jurisdicción los centros poblados:
- Doña María
- El Cabrero
- El Cincuenta
- La Cristalina
- Sacramento
- Santa Clara
- Santa Rosa de Lima: Donde se encuentra los resto de Juancho Polo Valencia.

#### Veredas
El municipio tiene constituido las siguientes veredas: El Descanso, La Isabel, El Oscuro, Chichicua, El Veinticinco, Barranquillita, Río Escondido, Vega Grande, El Manantial, Galaxia, Porvenir, Santa Rita, El Suntuaria, El Progreso, Berlín, Betania, Las Mercedes, Dios Te Dé, García y El Mirador.

## Historia
Los primeros pobladores del territorio fueron indígenas que bajaban de la Sierra Nevada de Santa Marta. Con el paso del tiempo nació el poblado de La Elvira, que desapareció debido a los cambios en el cauce del río, por lo que sus habitantes se trasladaron al sitio que actualmente es llamado Fundación.  En razón a que las primeras viviendas que se levantaron en ese lugar fueron construidas en una de las divisiones de la finca “San Francisco de Fundación”, con este nombre fue conocido como caserío y luego como corregimiento. A partir del año 1923 presentó un notorio crecimiento y connotación regional, sus habitantes le cambiaron ese nombre por el de “Fundación".
En junio de 1945, la Asamblea Departamental sesionó en Fundación, en el antiguo Teatro Variedades, para darle realce a la iniciación del elevación a municipio.

## Geografía
El municipio se extiende desde las altas cumbres de la Sierra Nevada de Santa Marta donde se superan ampliamente los 4.000 m.s.n.m hasta casi el nivel del mar en las llanuras occidentales del municipio. Limita al norte con Aracataca, al este con Pueblo Bello (departamento del Cesar), al sur con Algarrobo y El Copey (departamento del Cesar) y al oeste con Pivijay.

### Descripción física
El municipio de Fundación se encuentra localizado al sur del municipio de Aracataca, que hace parte de la unidad fisiográfica del valle irrigado por el río grande del Magdalena, caracterizada por ser baja, plana e inundable con presencia de numerosos caños y por los frecuentes desbordamientos del río. Además, parte del territorio se halla en el sistema de lomas y colinas, que vienen siendo disectada por el sistema de drenaje, ubicadas en el sector Altos del Río, con una altura que no supera los 120 metros sobre el nivel del mar; y en la llanura del Plato, en el sector nororiental del municipio.
El municipio de Fundación se encuentra localizado en la depresión cataquera, que hace parte de la Unidad Fisiográfica del Valle.  Las geoformas que caracterizan al municipio de Fundación son la llanura aluvial del río grande y el valle aluvial de ríos intermitentes que definen planos de inundación en sus paisajes, la planicie eólica, fluvial y el relieve colinado erosional en donde se identifican como paisajes colinas y cerros erosionales en arcillas terciarias respectivamente.

## Clima
El clima de Fundación es cálido de acuerdo a la altitud de los pisos térmicos, con un promedio anual de 29 °C y precipitaciones en torno a los 1000 mm. anuales, que se reparten en dos temporadas de lluvias, entre abril - junio y septiembre - noviembre.

## Población
La población según las proyecciones efectuadas por el DANE para 2013 con base en el censo general de 2005 es de 57 527 habitantes.

## Economía
La base principal de la economía del municipio de Fundación es la ganadería, seguida de la agricultura y el comercio, especialmente en la cabecera municipal.

### Avicultura
Esta es otra actividad del sector pecuario que está impulsándose, especialmente en la cría, levante y engorde de pollos, con 5 galpones existentes. 

### Ganadería
Como la actividad económica más representativa es la ganadería, la zona rural debe su actividad al comercio del ganado en mercados como: Magangué, Medellín, Bucaramanga, Barranquilla y Santa Marta. Actualmente ocupa el 4° lugar en el departamento en cuanto a producción de carne y leche. El sector ganadero ocupa 20 328 hectáreas, para especies como ganado bovino, vacuno, caprino, porcino, caballos, mulas, ovinos, bufalina y asnal. Normalmente se utiliza el sistema de explotación de libre pastoreo o ganadería extensiva.
En cuanto a la producción de carne y leche hay un gran potencial, destacándose centros de acopio ubicados en la cabecera municipal y en municipios vecinos. La modalidad de comercialización en pie es la más normal, tanto para ganado de sacrificio como de levante.
La leche se comercializa a través de las empresas Ilesa, Hatoblanco y Proleche. Parte de esta producción está destinada a la elaboración de quesos, los cuales se comercializan con el centro del país. Las entidades encargadas del sector ganadero a nivel municipal son ASOGANS (asociación de ganaderos de Santa Ana) y FEDEGAN.

### Agricultura
La agricultura es la segunda actividad en su orden de competencia como aporte del sector económico del municipio. Los principales productos cosechados son: maíz, yuca, naranja, plátano, fríjol y tabaco, por lo que se considera una importante despensa agrícola, y este sector es visto por la administración departamental como un sector estratégico que merece especial atención.

### Pesca
En el sector pesquero se lleva a cabo la explotación de especies nativas como: bocachico, bagre, pacora, arenka y moncholo, lo cual se realiza de manera rudimentaria. Además se han construido algunos estanques piscícolas con especies como tilapia y cachama, a baja escala.

## Deporte
Fundación tiene su propio estadio de fútbol, el Estadio Rafael Castañeda, con capacidad de 1900 espectadores, cuenta con tribunas occidental y oriental, con silletería en ambas, además cuenta con iluminación.
El equipo tradicional del municipio es Sol de Fundación, equipo que desde hace años ha trabajado en la formación de futbolistas aficionados acercándolos al futbol profesional, el equipo cuenta con una amplia historia, siendo el equipo de un municipio del departamento del Magdalena que más lejos llegó en un Torneo Nacional, entrando entre los primeros 18 equipos de entre 200.
En la Copa Caribe Champions lograron el tercer puesto, logrando una excelente competencia.
Por fuera de equipos de la ciudad de Santa Marta, Sol de Fundación es el equipo que más futbolistas ha exportado al futbol profesional colombiano en el Magdalena. 
En la Primera C cuenta con el Club Deportivo Real Fundación, anteriormente tuvo al Club Deportivo Beraca APK, quien debutó bajo el nombre de Academia Europea en 2021.

## Vías de comunicación
- Aéreas: El municipio de Fundación utiliza el aeropuerto Simón Bolívar ubicado en la ciudad de Santa Marta, además la Carretera Troncal y otras vías.
- Terrestres: El municipio cuenta en la actualidad con dos sistemas: uno de carácter urbano-rural y otro interurbano. Este último permite la comunicación directa con la ciudad de Santa Marta, cuya cercanía permite al municipio de Fundación utilizar la infraestructura de la terminal de transporte, el aeropuerto Simón Bolívar y el sistema portuario del distrito de Santa Marta.
- Fluviales: El río Fundación, fue en el pasado un medio de transporte fluvial, aunque en la actualidad por los cambios climáticos y la erosión causada por la quema y tala de los árboles a su alrededor, no se encuentra habilitado como medio de transporte.

## Servicios públicos
- Energía Eléctrica: Air-e, del grupo EPM, es la empresa prestadora del servicio de energía eléctrica.
- Gas Natural: Gases del Caribe es la empresa distribuidora y comercializadora de gas natural en el municipio.